# روخيليو فريجيريو
روخيليو فريجيريو (بالإسبانية: Rogelio Frigerio)‏ هو اقتصادي وسياسي أرجنتيني، ولد في 7 يناير 1970 ببوينس آيرس في الأرجنتين. حزبياً، نشط في اقتراح جمهوري.